# Francis Bolen
Pour les articles homonymes, voir Bolen.
Francis Bolen, né le 16 octobre 1912 à Chimay, mort le 6 avril 1981 à Bruxelles, est un journaliste belge indépendant.

## Biographie
Après avoir fondé, durant ses études universitaires, une revue de cinéma, Le Studio, il connaît une existence bien remplie au service du cinéma. Cette carrière est évoquée dans un Ciné Dossiers posthume par le journaliste français René Boussinot. Celui-ci rappelle les étapes de la vie de Bolen : « passant par la B.B.C. et, ensuite, par la légation de Belgique à Lisbonne où il est attaché de presse, il devient, à Paris, attaché cinématographique à l'UNESCO, tout en collaborant à la revue Cinémonde avant de rentrer à Bruxelles où il collabore aux journaux La Meuse, Le Peuple, La Lanterne ».
En 1952, il fonde le Comité national des travailleurs du film, qui adjoindra plus tard la télévision à son titre. Il s'agissait d'une organisation apolitique groupant tous les secteurs de la profession. Il en sera pendant longtemps le président jusqu'à ce que cette association s'efface devant les syndicats. Professeur à l'Institut pour journalistes de Bruxelles, représentant de la Belgique dans plusieurs festivals, membre de plusieurs instances internationales dont la Fédération internationale des auteurs de films.

## Filmographie
Il a été scénariste de plusieurs films dont Le peintre Pierre Paulus de Lucien Deroisy, Cinématographier et Le Cas 20518 d'Émile Degelin, Michaella d'André Cavens et de quelques autres comme les films consacrés au Congo belge par Gérard De Boe.